# Tsukumogami

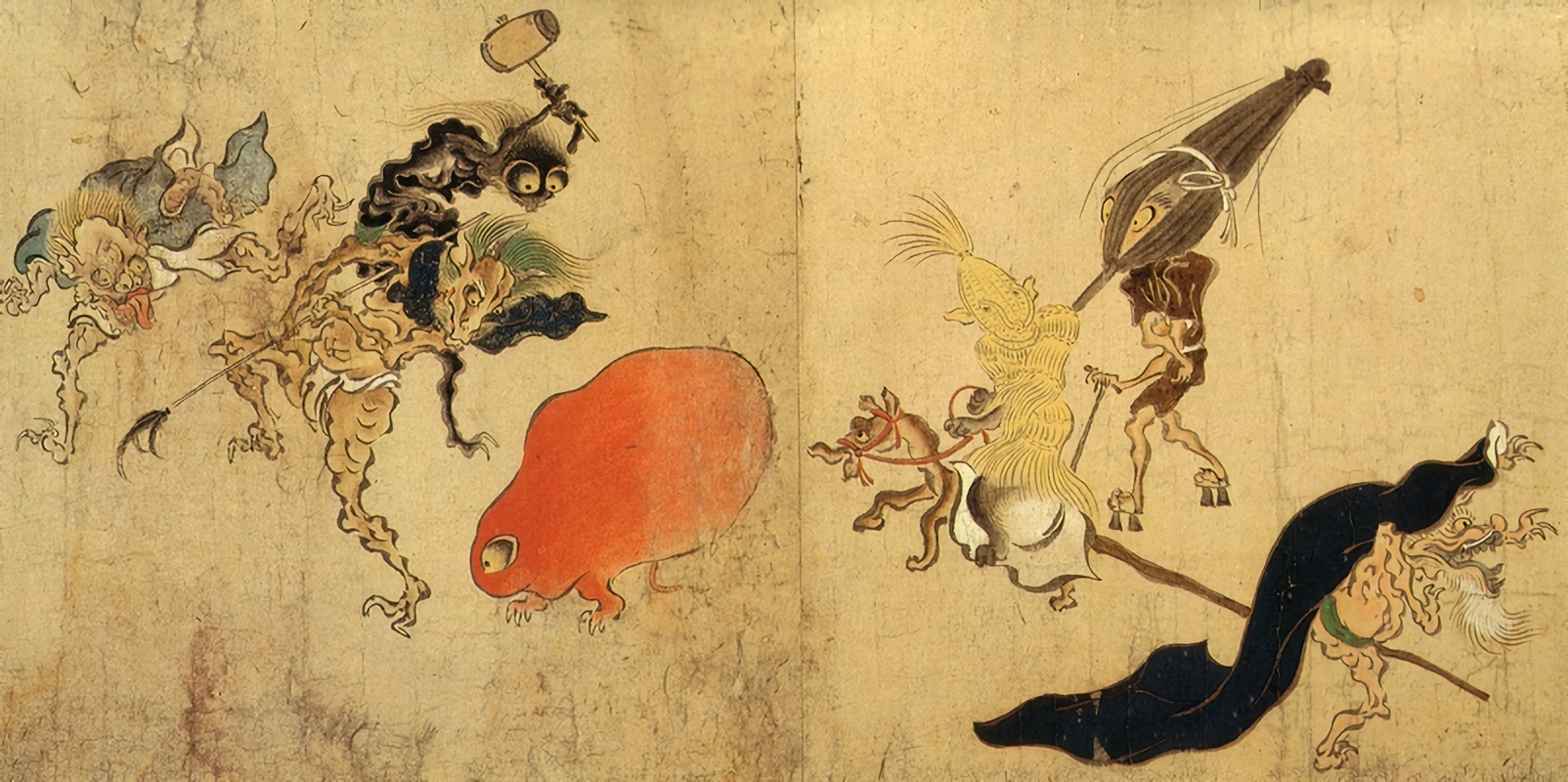
Tsukumogami del Hyakki Yako Emaki

Tsukumogami és el nom que se li dona a les ànimes que habiten en objectes antics (normalment objectes bruts i trencats) segons les creences japoneses. Són eines que han adquirit un kami o esperit. Segons una versió anotada de The Tales of Ise titulada ``Ise Monogatari Shō, hi ha una teoria originària de ``Onmyōki (Onmyōki) que guineus i El tanuki, entre altres éssers, que han viscut almenys cent anys i han canviat de forma es consideren ``tsukumogami. En temps moderns, el terme també es pot escriure kujukujin (literalment noranta-nou ``kami), per emfatitzar l'envelliment.
Segons Komatsu Kazuhiko, la idea d'un ``tsukumogami o un yōkai d'eines es va estendre principalment a l'Edat Mitjana japonesa i va decaure en les generacions més recents de Komatsu, malgrat les formulacions Bakumatsu període ukiyo-e art que va conduir a un ressorgiment de la idea, tots aquests es van produir en una època tallada de qualsevol creença real en la idea de tsukumogami.
Com que el terme s'ha aplicat a diversos conceptes diferents en el folklore japonès, hi ha una certa confusió sobre què significa realment el terme. Avui en dia, el terme s'entén generalment que s'aplica a pràcticament qualsevol objecte "que hagi arribat al seu centenari i, per tant, hagi adquirit vida i autoconscient", encara que aquesta definició no està exempta de controvèrsia.